# Telgroep
Een telgroep is een groep personen die bij elkaar horen en van wie bij gelegenheid door tellen vastgesteld moet worden of iedereen aanwezig is. Telgroepen worden ingesteld als het totaal van de deelnemende personen te groot is om overzien te worden en de aanwezigheid van de deelnemers van belang is. Een telgroep bestaat meestal uit drie of meer personen en vaak is er meer dan één telgroep, hoewel in enkele gevallen ook één telgroep voldoende kan zijn.

## Werking
Binnen elke telgroep wordt één teller aangewezen. Deze teller draagt de verantwoordelijkheid om na te gaan of alle personen van de telgroep aanwezig zijn. De teller moet dus weten uit welke personen de telgroep bestaat. Het tellen gebeurt op een moment aangegeven door de leider van de gehele verzameling personen. Na de telling moet de teller aangeven of de telgroep compleet of incompleet is.

## Oorsprong
De precieze oorsprong van de telgroep is niet bekend. Wel is bekend dat telgroepen al sinds jaar en dag worden gebruikt door instellingen die vooral met jeugd op reis gaan, zoals scholengemeenschappen. Hierbij verdeelt een docent de klas in verschillende groepen en wordt er in die groep een teller aangewezen.

## Voor- en nadeel
Een telgroep is vooral van nut als een lid van de groep zoekgeraakt is. Een teller zal namelijk eerder iemand van de telgroep missen, dan een groepsleider een van de alle deelnemende personen. Een nadeel is dat het vrij veel tijd in beslag zal nemen om te controleren of de verzameling personen compleet is. Alle tellers moeten namelijk door de leider worden gecontroleerd. Deze tijd neemt toe met het aantal personen in de verzameling.